# Myoporum
Myoporum är ett släkte av flenörtsväxter. Myoporum ingår i familjen flenörtsväxter.

## Bildgalleri

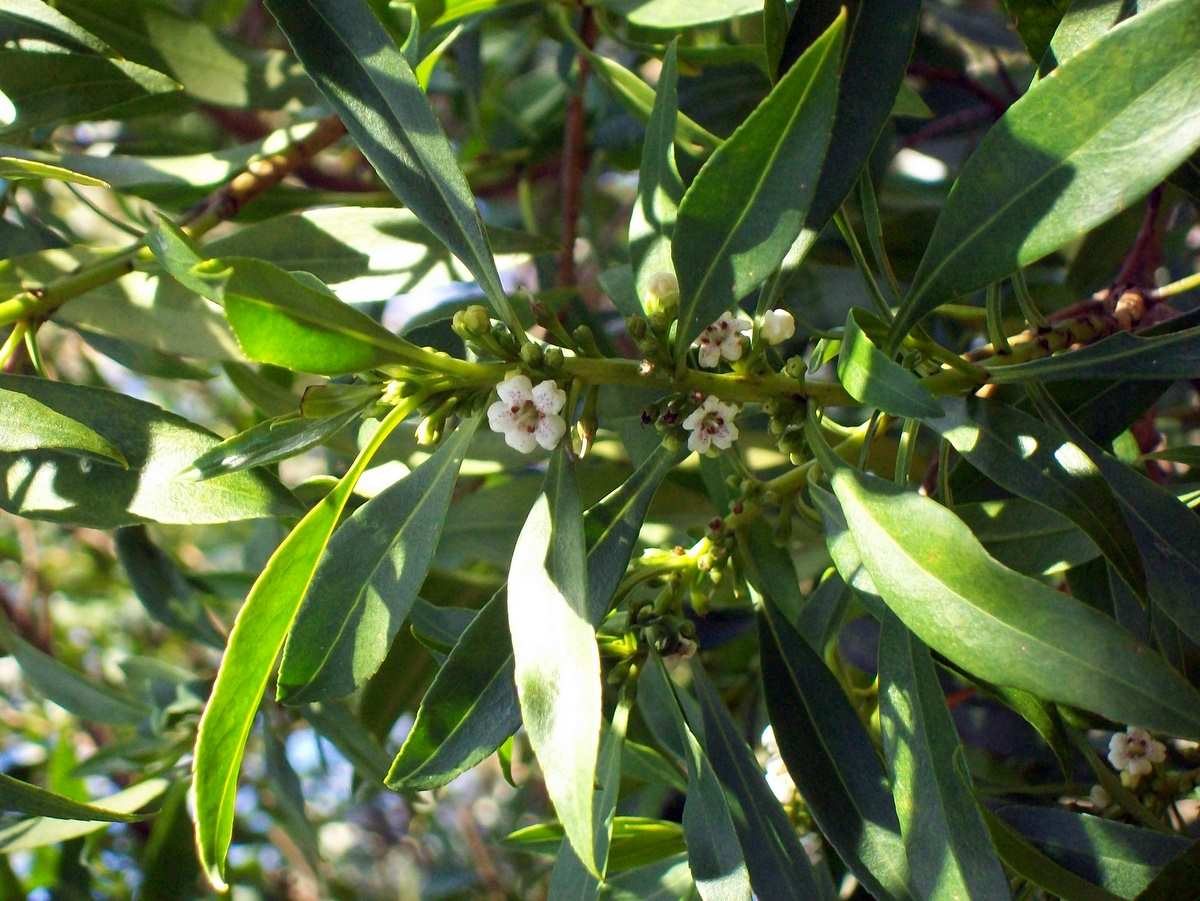
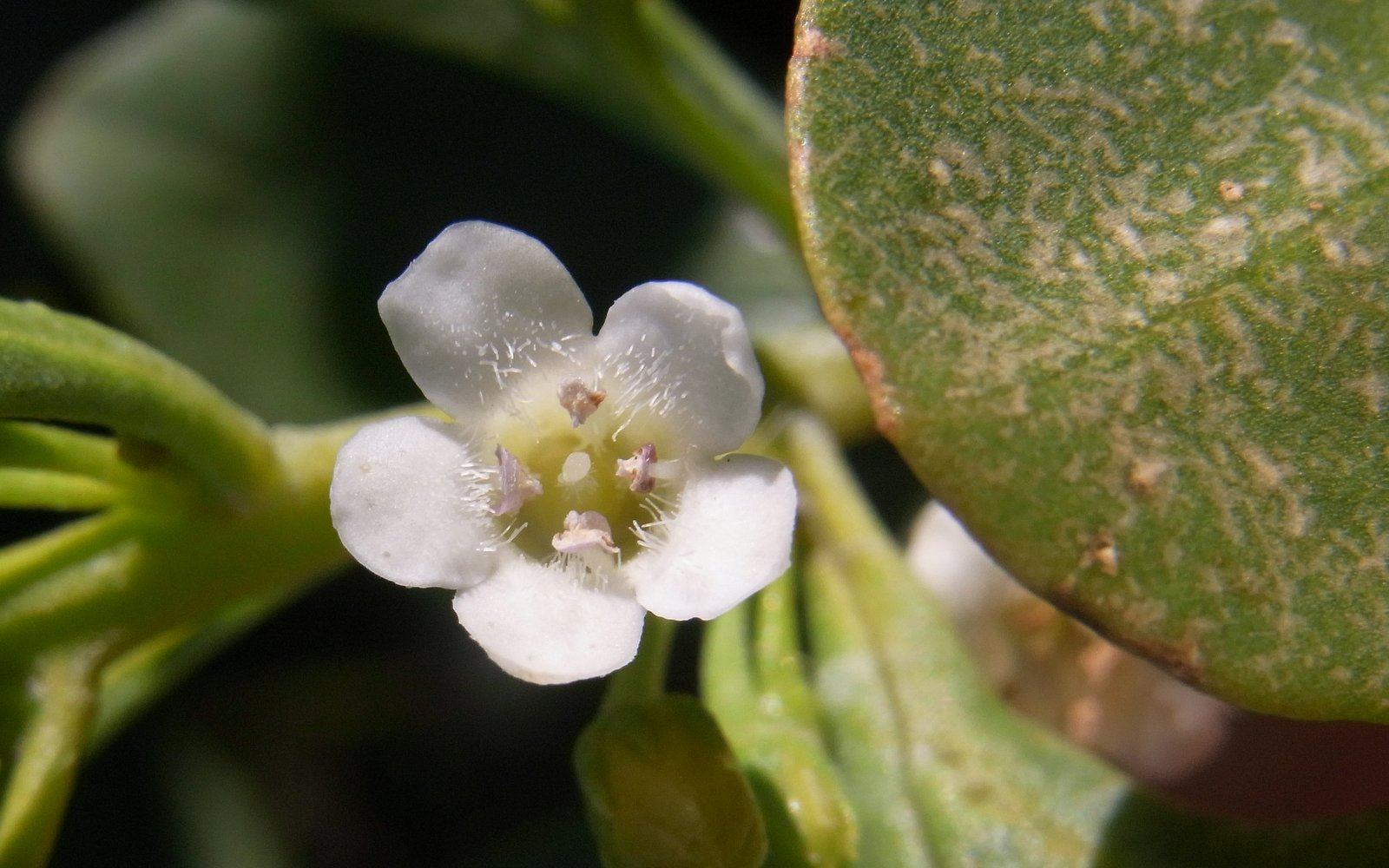
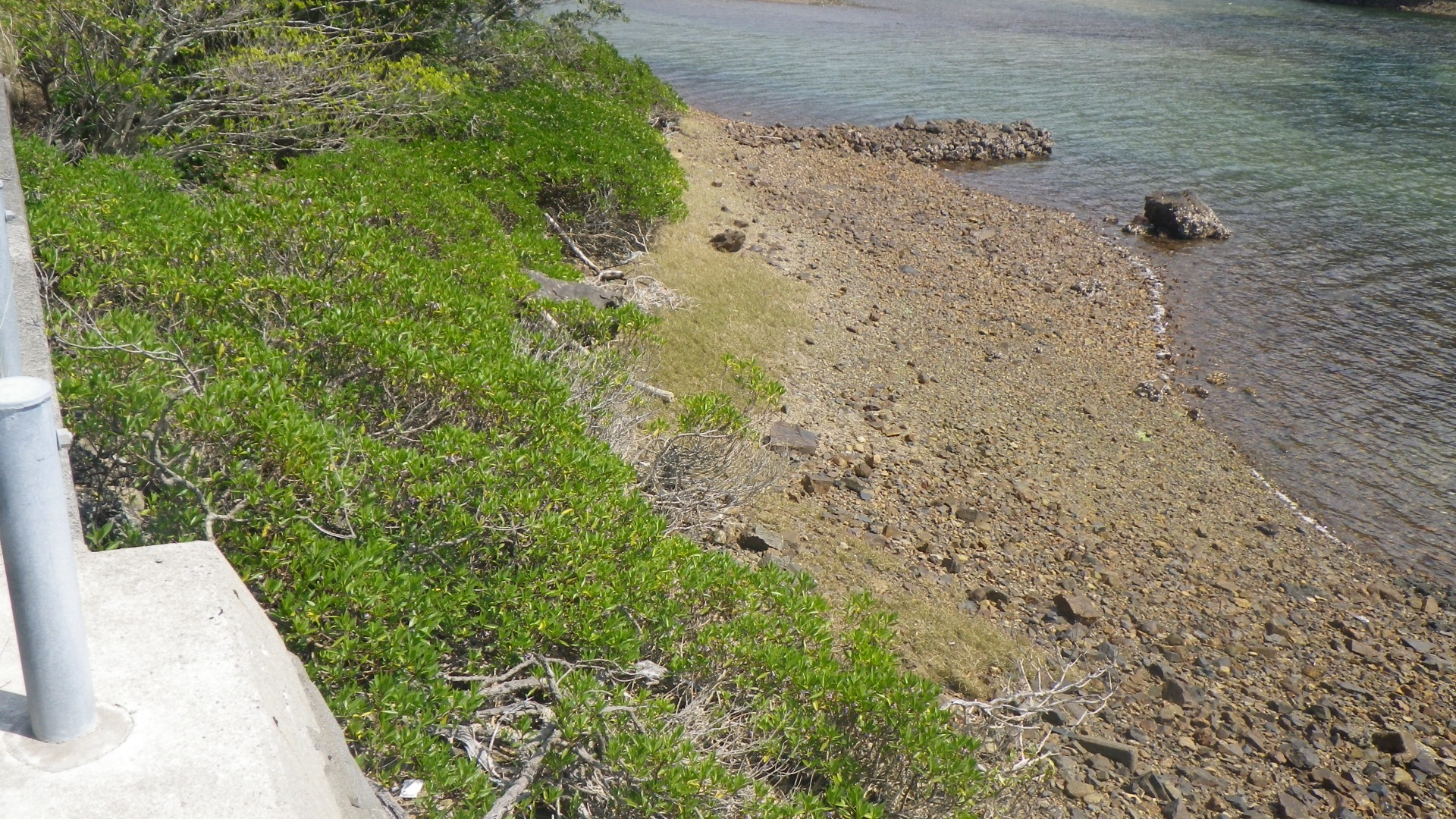
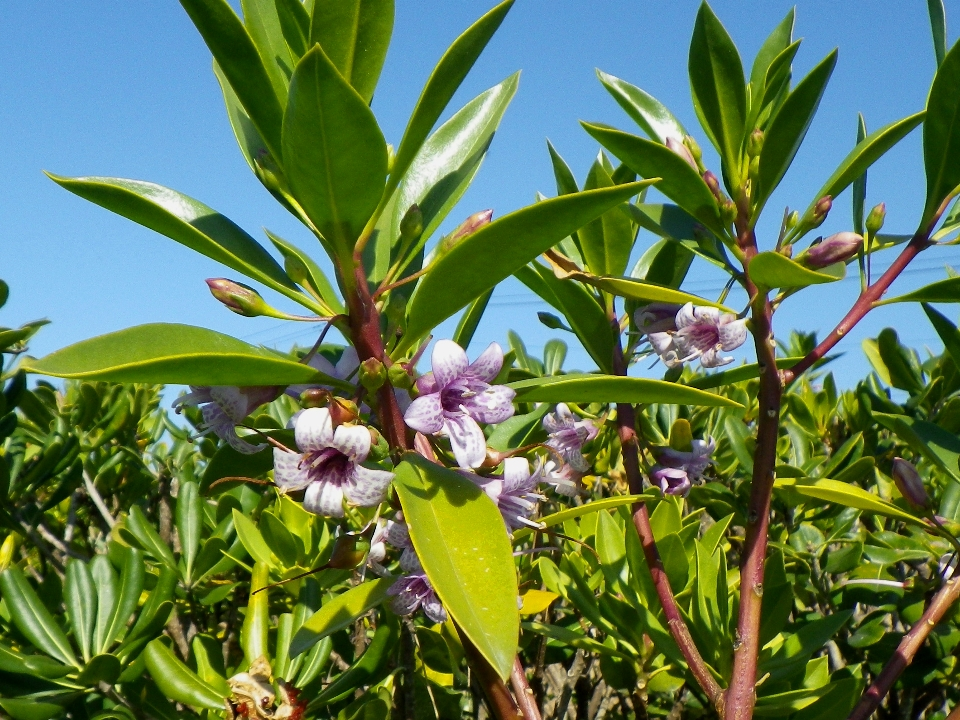
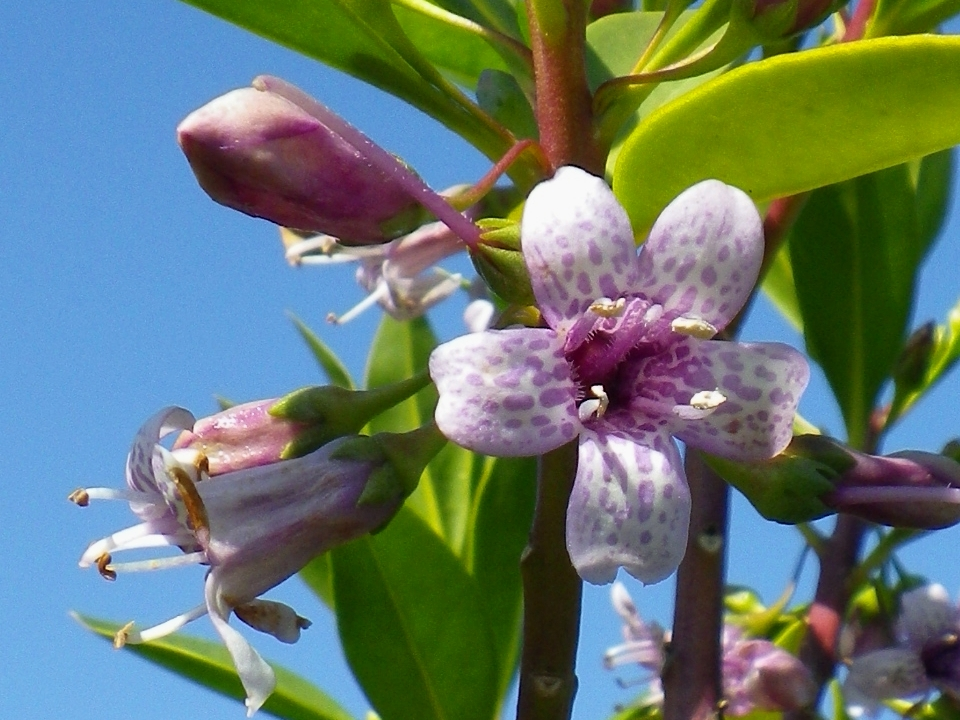
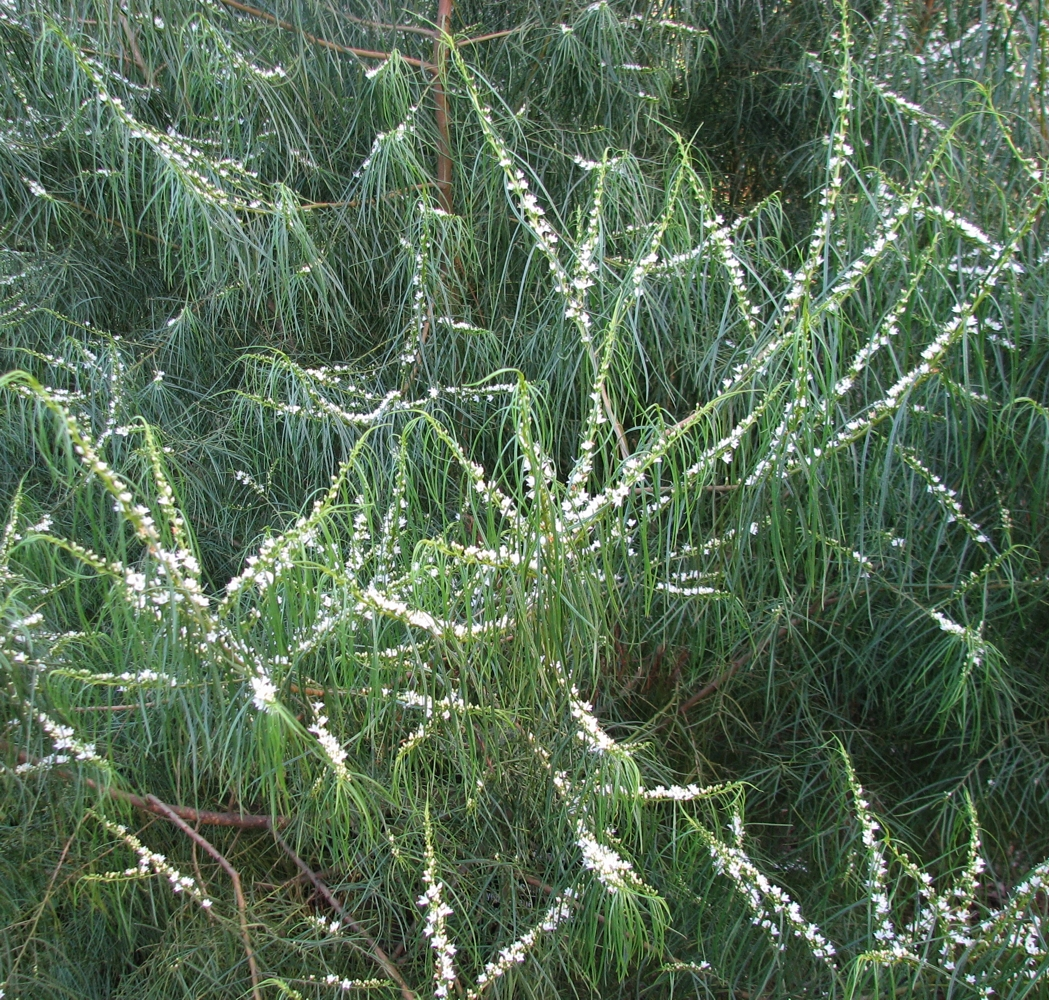

## Dottertaxa tillMyoporum, i alfabetisk ordning[1]
- Myoporum beckeri
- Myoporum betcheanum
- Myoporum boninense
- Myoporum brevipes
- Myoporum caprarioides
- Myoporum crassifolium
- Myoporum cuneifolium
- Myoporum floribundum
- Myoporum insulare
- Myoporum kermadecense
- Myoporum laetum
- Myoporum mauritianum
- Myoporum niueanum
- Myoporum obscurum
- Myoporum oppositifolium
- Myoporum papuanum
- Myoporum parvifolium
- Myoporum platycarpum
- Myoporum rapense
- Myoporum rimatarense
- Myoporum rotundatum
- Myoporum salsoloides
- Myoporum sandwicense
- Myoporum semotum
- Myoporum stellatum
- Myoporum stokesii
- Myoporum tenuifolium
- Myoporum tetrandrum
- Myoporum tubiflorum
- Myoporum turbinatum
- Myoporum wilderi
- Myoporum viscosum